# Pasmo

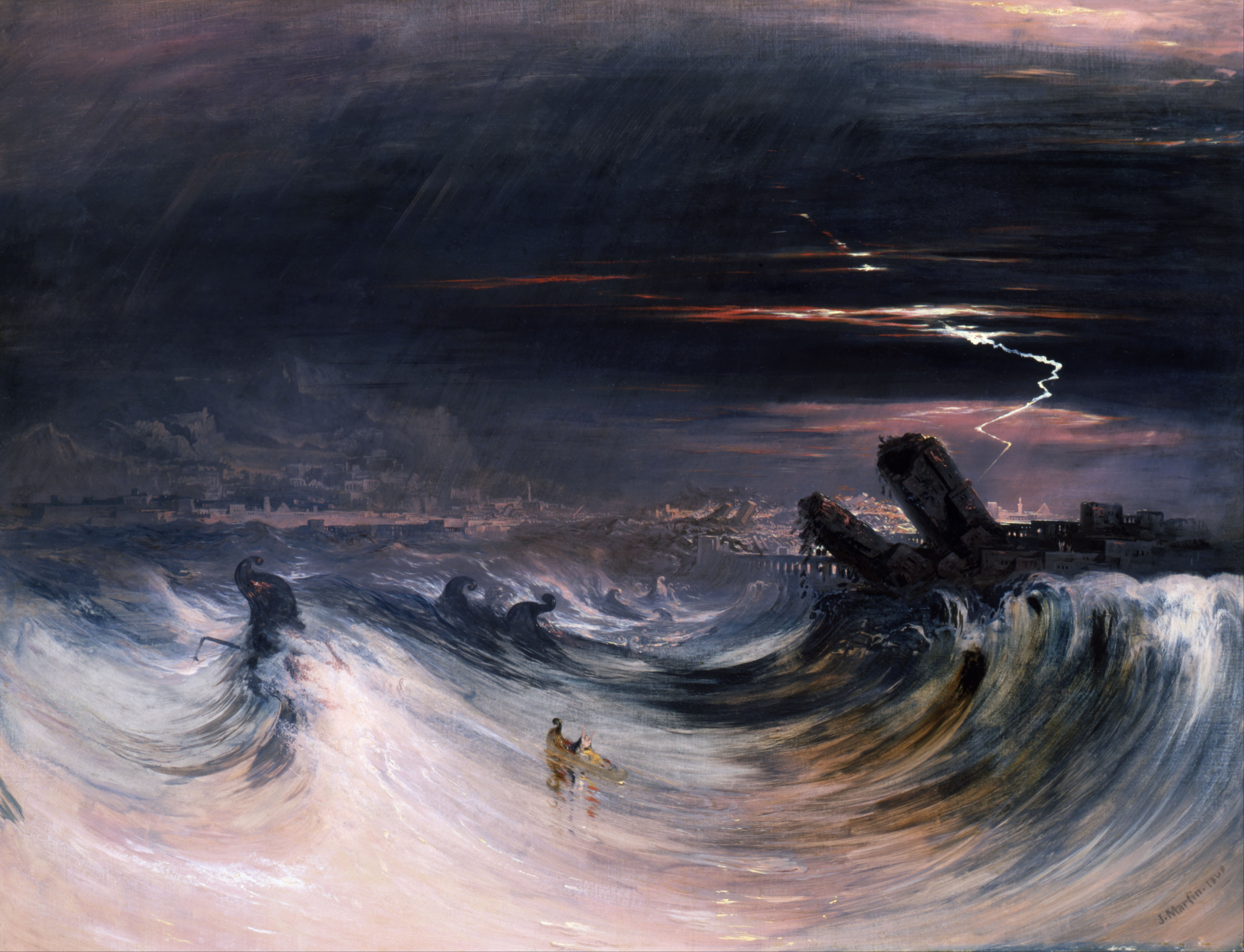
Destrucción de Tiro, de John Fartin (1840)

El pasmo (en inglés awe, en francés pâmoison, en alemán Ehrfurcht) es una emoción con características del asombro, pero menos gozosa. En la rueda de emociones de Robert Plutchikel pasmo se modela como una combinación de sorpresa y miedo.
La Real Academia Española lo define como «admiración y asombro extremados, que dejan como en suspenso la razón y el discurso» (es decir, que dejan sin habla). Otra definición del diccionario es «emoción mezcla de reverencia, respeto, pavor y asombro inspirada por la autoridad, el genio, la gran belleza, la sublimidad o el poder: Sentimos pasmo al escuchar las obras de Bach. Los observadores quedaron pasmados ante el poder destructivo de la nueva arma». La Academia Francesa define pâmer (pasmarse) como «Être sous le coup d’une sensation ou d’une émotion si forte qu’elle fait presque défaillir» (experimentar una emoción tan fuerte que casi hace desmayarse). El sustantivo es pâmoison, pasmo.
En general, cuando una persona siente pasmo, suele ser ante algo que percibe como más poderoso que ellaː la Gran Pirámide de Guiza, el Gran Cañón, la inmensidad del cosmos o una deidad.

## Definiciones
El pasmo es difícil de definir y el significado de la palabra ha cambiado con el tiempo. Conceptos relacionados son el asombro, la admiración, la elevación, el estupor, la perplejidad, la estupefacción y lo sublime.
En el libro Pasmoː las delicias y peligros de nuestra undécima emoción, el neuropsicólogo y gurú de la psicología positiva Paul Pearsall presenta un estudio fenomenológico del pasmo. Lo define como una «una abrumadora y desconcertante sensación de conexión con un universo sorprendente que normalmente está mucho más allá de la estrecha banda de nuestra conciencia». Pearsall considera el pasmo como la undécima emoción, añadida a la siguiente listaː amor, miedo, tristeza, vergüenza, curiosidad, orgullo, alegría, depresión, culpa e ira. Esto es discutibleː diversos estudios han identificado desde solo 4 emociones hasta 27.
La mayor parte de las definiciones permiten considerar el pasmo como una experiencia positiva o negativa, pero la mayoría de las personas solo citan experiencias positivas cuando se les pide que describan eventos que se lo provocaron.
Una definición de pasmo relevante para la investigación que se analiza más adelante es la establecida por Monroy y Keltner: «inmensidad percibida» y «necesidad de acomodación» al cambiar la mentalidad con respecto al mundo y desviarse del marco de referencia habitual».

## Etimología
En inglés actual la palabra awe proviene del inglés antiguo ege, que significa "terror, pavor, sobrecogimiento" y podría haber surgido de la palabra griega áchos, que significa "dolor".En español la palabra pasmo viene del latín vulgar pasmus "parálisis pasajera producida por un enfriamiento", este de la forma culta spasmus "espasmo, convulsión", que a su vez procede del griego σπασμός (spasmós), calambre.

## Teorías

### Teorías evolutivas

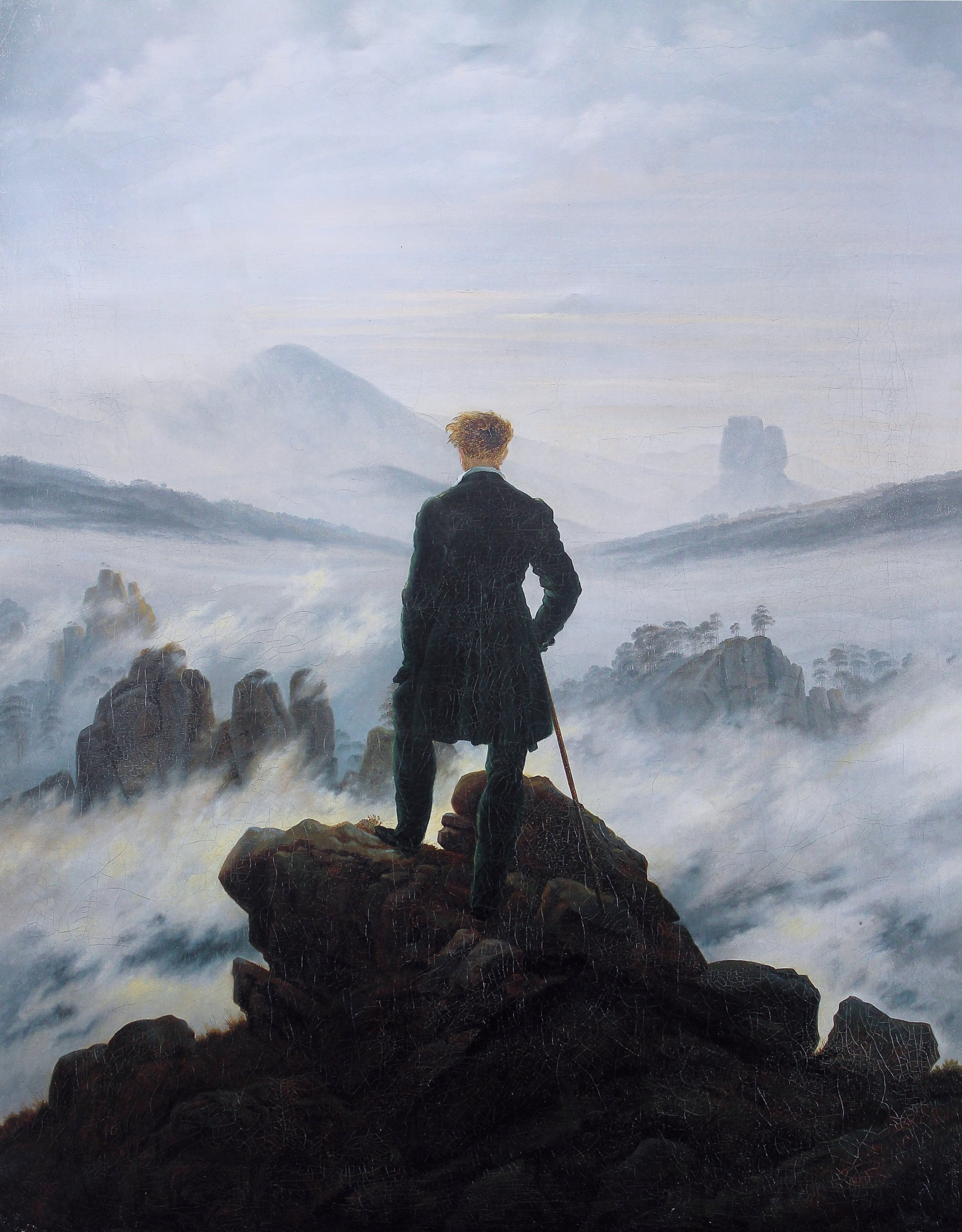
Caminante sobre el mar de niebla (1818) del pintor paisajista romántico alemán Caspar David Friedrich

#### El pasmo refuerza las jerarquías sociales
Keltner y Haidt propusieron una explicación evolutiva para el pasmoː se originó a partir de sentimientos de asombro primordial, una respuesta programada que los individuos de bajo estatus sentían en presencia de individuos más poderosos y de alto estatus, que habría sido adaptativa al reforzar las jerarquías sociales. Este asombro primordial habría ocurrido sólo cuando la persona de alto estatus tenía características de inmensidad (en tamaño, fama, autoridad o prestigio) que requerían que el individuo de bajo estatus participara en una acomodación piagetiana (cambiar su representación mental del mundo para acomodar la nueva experiencia). Keltner y Haidt proponen que este asombro primordial se generalizó posteriormente a cualquier estímulo que sea vasto y que requiera acomodación. 
Estos estímulos todavía incluyen estar en presencia de un otro más poderoso (asombro primordial prototípico), pero también experiencias espirituales, grandes vistas, fuerzas/desastres naturales, obras hechas por el hombre, música o la experiencia de comprender una gran teoría científica. Keltner y Haidt proponen que el pasmo puede tener connotaciones tanto positivas como negativas, y que es posible definir 5 características adicionales: amenaza, belleza, habilidad, virtud y lo sobrenatural.

#### El pasmo es una característica seleccionada sexualmente
El modelo de Keltner y Haidt ha sido criticado por algunos investigadores, incluido el psicólogo Vladimir J. Konečni. Konečni sostuvo que las personas pueden experimentar pasmo, particularmente estético (cuya causa principal, según él, es un «estímulo sublime en contexto») sólo cuando no están en peligro físico real. Konečni postuló que los orígenes evolutivos del asombro provienen de encuentros inesperados con maravillas naturales, que habrían sido seleccionados sexualmente porque la reverencia, la sensibilidad intelectual, la sensibilidad emocional y la pertenencia a una élite habrían sido características atractivas en una pareja, y estas características también habrían dado a los individuos un mayor acceso a situaciones inspiradoras de asombro. 
Dado que las personas de alto estatus tienen más probabilidades de estar a salvo del peligro y de tener acceso a situaciones inspiradoras de pasmo, Konečni argumentó que las personas de alto estatus deberían sentirlo más frecuentemente que las personas de bajo estatus. Sin embargo, esta hipótesis aún debe ser probada y verificada.

#### El pasmo aumenta el procesamiento sistemático
Una tercera teoría evolutiva sostiene que el pasmo sirve para desviar la atención del yo y dirigirla hacia el entorno. Esto ocurre como una forma de construir recursos informativos cuando uno está en presencia de estímulos novedosos y complejos que no pueden ser asimilados por las estructuras de conocimiento actuales. En otras palabras, el pasmo funciona para aumentar el procesamiento sistemático y acomodaticio, y esto habría sido adaptativo para la supervivencia. Esta hipótesis es la más reciente y la que ha recibido mayor apoyo empírico, como se describe en la sección sobre las consecuencias sociales del pasmo.

### Teorías no evolutivas

#### El pasmo de Sundararajan
La psicóloga humanista y forense Louise Sundararajan también criticó el modelo de Keltner y Haidt, al argumentar que estar en presencia de alguien más poderoso genera admiración, pero no requiere acomodación mental, porque la admiración simplemente refuerza las jerarquías sociales existentes. Sundararajan amplió el modelo de Keltner y Haidt argumentando que, primero, un individuo debe confrontarse con la inmensidad percibida. Si un individuo puede asimilar esta inmensidad percibida en sus categorías mentales existentes, no experimentará pasmo. Pero si no puede, entonces necesitará adaptarse a la nueva información (cambiar sus categorías mentales). Si esto no se logra, la persona experimentará un trauma, como el desarrollo de trastorno de estrés postraumático (TEPT). Si un individuo puede adaptarse, experimentará pasmo y quedará maravillado. Según este modelo, la misma vasta experiencia podría llevar a una mayor rigidez (cuando la asimilación tiene éxito), una mayor flexibilidad (cuando la asimilación falla pero la acomodación tiene éxito) o una psicopatología (cuando tanto la asimilación como la acomodación fallan). Sundararajan no especuló sobre los orígenes evolutivos del pasmo.

#### Visión de componentes
El psicólogo Jonah Paquette, en su libro Awestruck, literalmente "Fulminado por el pasmo", identifica 2 componentes primariosː el encuentro de la vastedad y la experiencia de la trascendencia. Considera que experimentar pasmo mejora las relaciones, disminuye el estrés y hace más feliz.

## Investigación

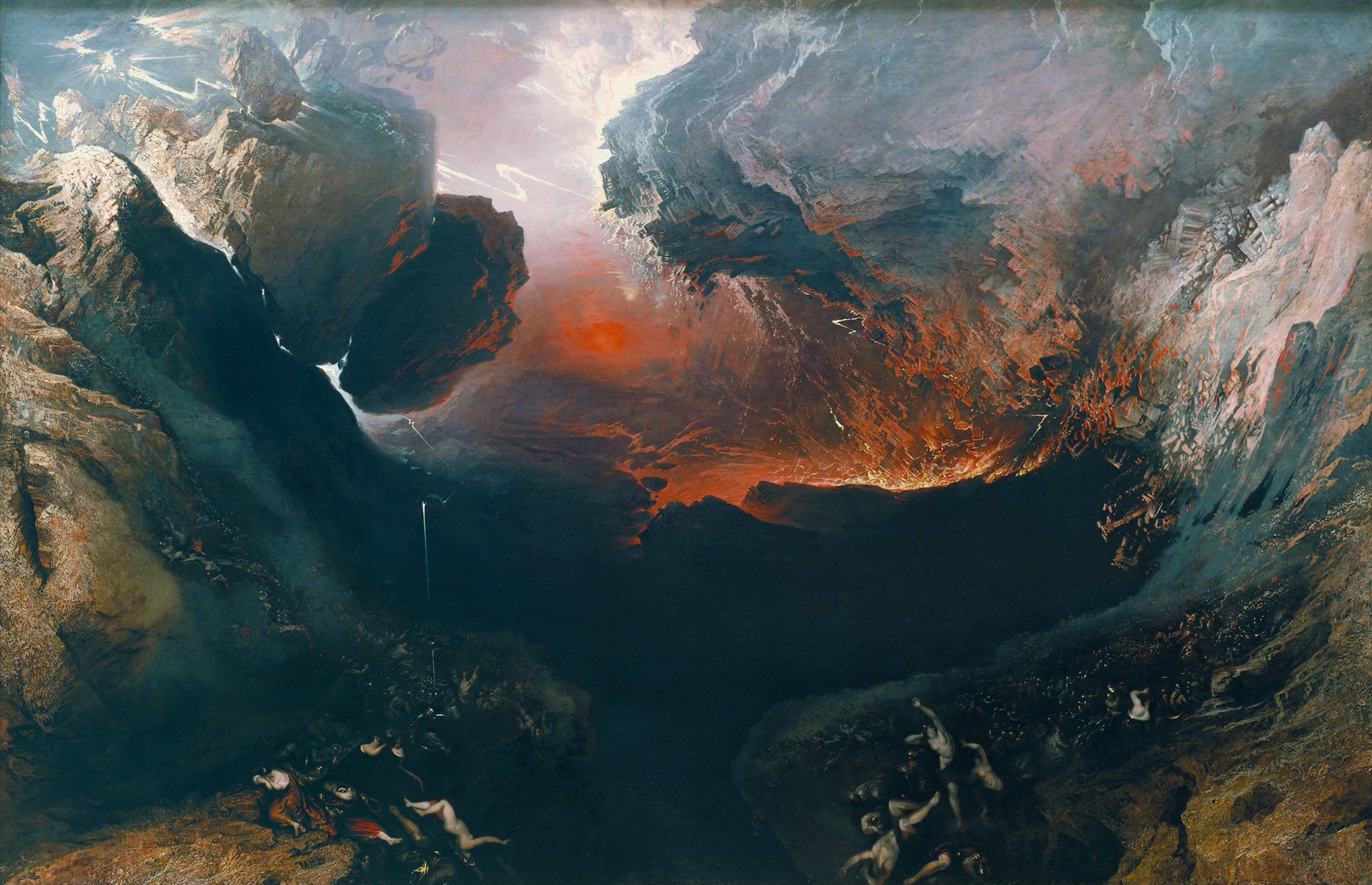
El gran día de su ira por John Martin

A pesar de que el sentimiento de pasmo resulta muy significativo, rara vez ha sido estudiado científicamente. Como escribió Richard Lazarus en su libro sobre las emociones: «Dados su importancia y el poder emocional [de los sentimientos de pasmo y maravilla], es notable que se haya prestado tan poca atención científica a la experiencia estética como fuente de emoción en nuestras vidas». Las investigaciones sobre el pasmo están en sus inicios y se han centrado principalmente en describirlo (por ejemplo, sus manifestaciones físicas y quién es probable que lo experimente) y en sus consecuencias sociales (por ejemplo, el comportamiento de ayuda y la menor susceptibilidad a ser persuadido por mensajes débiles). Un artículo reciente publicó una revisión en profundidad de las investigaciones sobre esta emoción.

### Precipitantes
Shiota, Keltner y Mossman (2007)organizaron un experimento en el que pidieron a los participantes que escribieran sobre una ocasión en la que sintieron pasmo. Descubrieron que la naturaleza, el arte y la música se citaban frecuentemente como estímulos desencadenantes. Aunque la mayoría de las definiciones permiten que el pasmo sea positivo o negativo, estos participantes describieron solamente desencadenantes positivos del pasmo, y por tanto es posible que el pasmo "positivo" y el pasmo preñado de miedo (es decir, horror, pavor) sean emociones diferentes.

### Pasmo y salud mental
El pasmo es un estado emocional único que comprende de 8 a 10 sentimientos positivos que se desencadenan al encontrar estímulos nuevos que se salen de lo familiar. El pasmo implica 5 procesos vinculados con el bienestar: «cambios en la neurofisiología, una menor concentración en uno mismo, una mayor relacionalidad prosocial, una mayor integración social y un mayor sentido de significado». El pasmo fomenta el optimismo, la conexión y el bienestar, al tiempo que reduce la ansiedad, la depresión y el rechazo social. Reforma la autopercepción, promueve acciones prosociales, fortalece el sentido de conexión con la humanidad y profundiza los sentimientos individuales de significado.

### Experiencia emocional
En el mismo conjunto de experimentos de Shiota, Keltner y Mossman (2007), los investigadores pidieron a los participantes que escribieran sobre una ocasión reciente en la que hubieran experimentado belleza natural (condición de pasmo) o logro (condición de orgullo). Al describir la experiencia de la belleza natural, los participantes eran más propensos a decir que se olvidaban las preocupaciones cotidianas, sentían la presencia de algo más grande, no querían que la experiencia terminara, se sentían conectados con el mundo y se sentían pequeños o insignificantes.
El estudio del pasmo en Occidente es relativamente reciente, por lo que abunda especialmente información obtenida en contextos no occidentales. En un experimento, Nomura, Tsuda y Rappleye descubrieron que los efectos de la inmensidad y la acomodación que conducen a una disminución del sentido de sí mismo fueron consistentes entre los participantes chinos y estadounidenses; sin embargo, los participantes chinos tuvieron más experiencias de pasmo interpersonal que las experiencias de pasmo personal de los participantes estadounidenses. También se encontró que la naturaleza era muy relevante para las experiencias de pasmo de los participantes japoneses (la admiración por la naturaleza es una constante del carácter japonés). Sin embargo, el efecto no fue tan positivo como para los participantes estadounidenses.

### Exhibiciones físicas

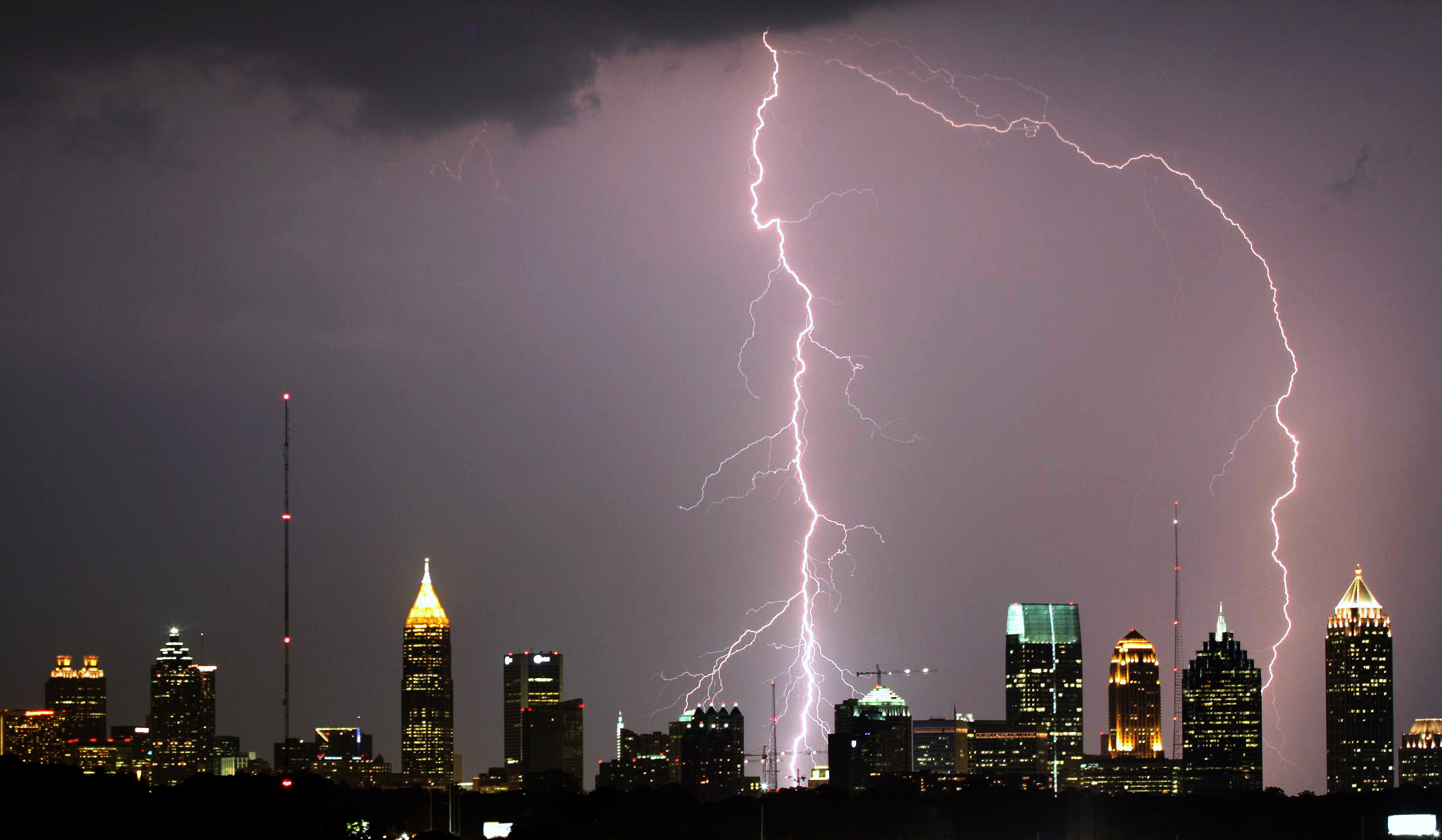
Es posible que este rayo en Atlanta haya inspirado pasmo.

Los investigadores también han intentado observar las reacciones físicas y no verbales al pasmo pidiendo a los participantes que recuerden una ocasión en la que lo sintieron y que expresen la emoción de forma no verbal.Los investigadores observaron así que el pasmo a menudo se manifiesta a través de cejas levantadas (78 %), ojos muy abiertos (61 %) y bocas abiertas y ligeramente caídas (80 %). Un porcentaje sustancial de personas también muestran asombro levantando ligeramente la cabeza hacia adelante (27 %) e inhalando visiblemente (27 %), pero sonreír es poco común (10 %). Se necesita investigación transcultural para determinar si las manifestaciones físicas del pasmo difieren según la cultura.

### Personalidad y pasmo
Algunas personas pueden ser más propensas que otras a experimentar pasmo. Utilizando informes propios y de pares, los investigadoresdescubrieron que experimentar asombro regularmente estaba asociado con la apertura a la experiencia (autoevaluaciones y evaluaciones de pares) y la extroversión (autoevaluaciones). Estudios posteriorestambién hallaron que las personas que experimentan pasmo con regularidad tienen una menor necesidad de cierre cognitivo y es más probable que se describan a sí mismos en términos oceánicos (por ejemplo, «soy un habitante del planeta Tierra»), individualizados y universales, en oposición a términos más específicos (por ejemplo, «tengo el cabello rubio»).
Un estudio más reciente descubrió que experimentar pasmo aumentaba la percepción del tiempo y conducía a una mayor disposición a donar tiempo, pero no a donar dinero.La mayor disposición a donar tiempo pareció originarse de una menor impaciencia después de experimentar pasmo. Experimentarlo también llevó a los participantes a informar de una mayor satisfacción vital momentánea y mayor preferencia por bienes experienciales que por los materiales (por ejemplo, preferían un masaje a un reloj). Se ha demostrado que el pasmo, a diferencia de la mayoría de las demás emociones positivas, aumenta el procesamiento sistemático en lugar del procesamiento heurístico, lo que lleva a los participantes que experimentan pasmo a ser menos susceptibles a los argumentos débiles.

### Estudios históricos y transculturales del pasmo
El pasmo se ha estudiado en el contexto de la investigación histórica y transcultural de las emociones. Las mismas emociones (amor, vergüenza, miedo...) se han expresado de formas muy distintas a lo largo del tiempo y en diferentes culturas. En la antigua Grecia, el pasmo o reverencia se expresaba con los términos aidôs y sebas. En la antigua Mesopotamia, el asombro se asocia con los términos melam (sumerio) y melammu (acadio), un tipo de "aura imponente" o resplandor que poseen los dioses, héroes, reyes, templos y otros,y que muestra, en algunos contextos, una capacidad prosocial.Un estudio arqueológico del pasmo en el marco de lo monumental de Poverty Point, EE. UU., examina su papel como emoción prosocial que contribuye a la creación de identidades sociales y culturales más amplias.

## Pasmo ypasmismo

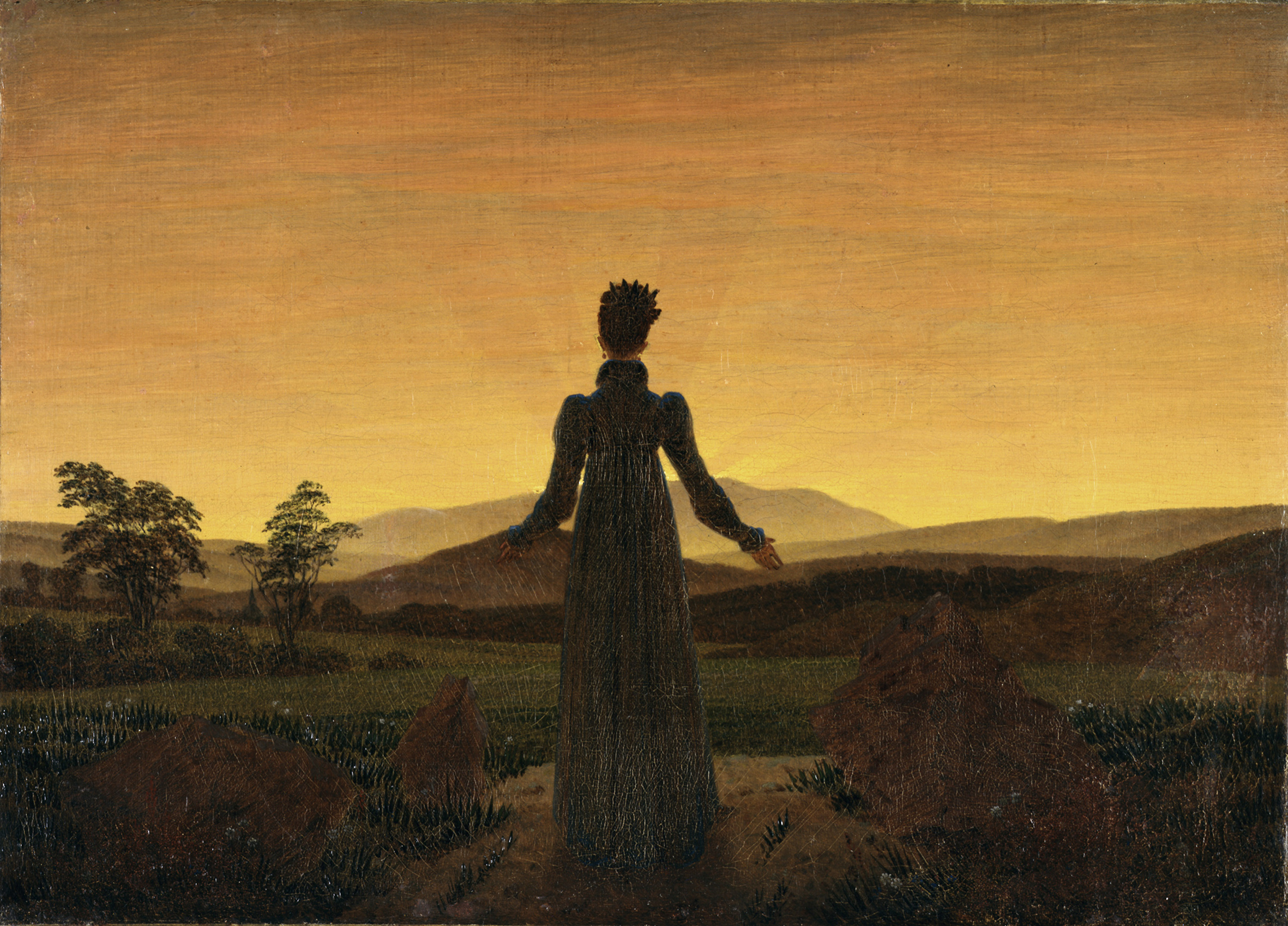
Cuadro del pintor paisajista romántico alemán Caspar David Friedrich que transmite una sensación de asombro y maravilla ante una puesta de sol natural.

El pasmo se ha convertido recientemente en un tema de interés en los grupos ateos, en respuesta a las declaraciones de algunas personas religiosas en el sentido de que los ateos no experimentan pasmo, (un mito desmentido en 2006 por Sam Harris en Los Angeles Times)o que experimentar pasmo hace a la persona espiritual o religiosa, en vez de atea (espiritual y religioso no necesariamente son lo mismo, aunque se usan como sinónimos; una persona atea puede ser espiritual). Por ejemplo, véase el comentario de Oprah de que no consideraría a la nadadora Diana Nyad una atea porque experimenta asombro, así como la respuesta a este video por parte del activista interreligioso Chris Stedman.A raíz de esta polémica se ha inventado en inglés la palabra aweism, de awe y atheism, que en español sería algo como "pasmismo". 
El pasmo se asocia frecuentemente a la religión,pero también puede ser secular. Para más ejemplos, véanse los escritos sobre la experiencia de ser un "pasmista" del sociólogo y ateo Phil Zuckerman, el libro Religion for Atheistsdel autor Alain de Botton y el vídeo de Jason Silva.filósofo de la performance sobre cómo las instituciones seculares deberían inspirar pasmo. 